# 損害
| ウィキペディアには「損害」という見出しの百科事典記事はありません（タイトルに「損害」を含むページの一覧/「損害」で始まるページの一覧）。 代わりにウィクショナリーのページ「損害」が役に立つかもしれません。 |